# Mount Fisher
Mount Fisher är ett berg i Antarktis. Det ligger i Västantarktis. Nya Zeeland gör anspråk på området. Toppen på Mount Fisher är 4 046 meter över havet, eller 269 meter över den omgivande terrängen. Bredden vid basen är 2,4 km.
Terrängen runt Mount Fisher är bergig åt sydost, men åt nordväst är den kuperad. Trakten är obefolkad. Det finns inga samhällen i närheten.